# 굴성

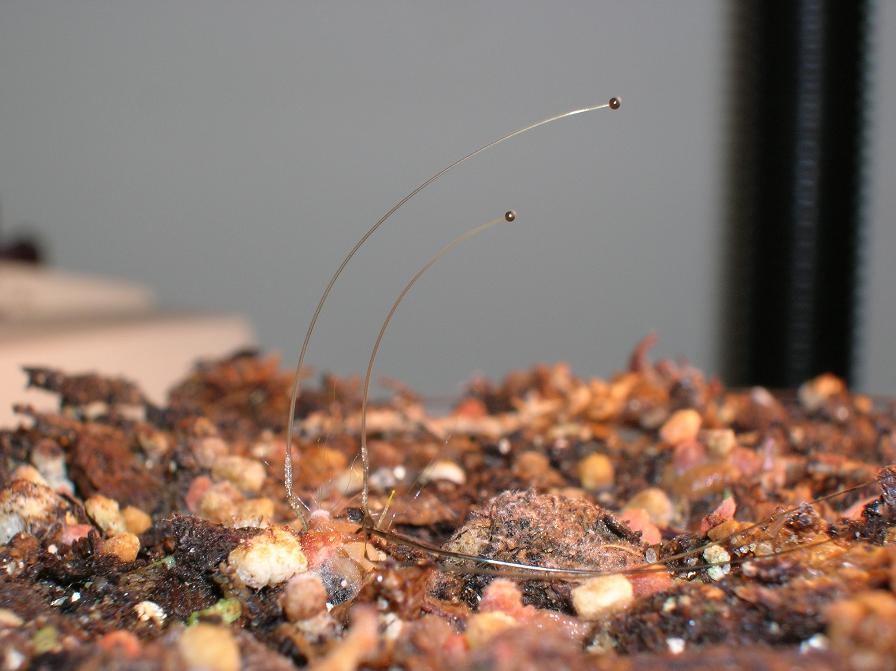
조균속.

굴성(屈性, 문화어: 굽힘성)은 식물의 줄기나 뿌리 등의 기관이 자극에 대해서 일정한 방향으로 굽는 성질을 말한다. 굴광성·굴지성·굴수성·굴화성·굴촉성 등이 있다.

## 같이 보기
- 화학주성